# Притвиц, Иоахим Бернхард фон
Иоахим Бернхардт фон Притвитц и Гаффрон (нем. Joachim Bernhard von Prittwitz; 3 февраля 1726, Лазовице — 4 июля 1793, Берлин) — прусский офицер, который спас жизнь Фридриха Великого в битве при Кунерсдорфе. В то время он был ротмистром в полку бранденбургских гусар Ганса Иоахима фон Цитена.
В 1775 году Иоахим фон Притвитц стал командиром Жандармского полка прусских кирасиров и генеральным инспектором кавалерии Бранденбургской марки и провинции Магдебург королевства Пруссия. В 1785 году получил звание генерал-лейтенанта, а в 1788 году — генерала от кавалерии.
Фридрих Великий наградил фон Притвитца орденом «Pour le Mérite» и «орденом Чёрного Орла».
В знак уважения и признания заслуг, как одной из ключевых личностей в становлении прусского государства, фигура Притвица была увековечена в скульптурной композиции конной статуи Фридриха Великого 1851 года.

## Происхождение и семья
Иоахим Бернхардт фон Притвитц родился 3 февраля 1726 года в Гросс-Лясвице (нем. Groß Läswitz). Он происходил из старинного и прославленного рода силезских дворян фон Притвитц. Его отцом был прусский помещик и отставной военный в звании капитана — Иоахим Вильгельм фон Притвитц (1693—1758), владелец Гросс-Лясвица. Мать будущего генерала звали София Вильгельмина Готтеслиб фон Домниг (1698—1752).
Сначала Притвитц посещал сельскую школу, затем Ользерскую гимназию в Олеснице. В августе 1741 года он поступил в Прусский кадетский корпус в Берлине, а в ноябре того же года был принят фанен-юнкером в Первый прусский драгунский полк генерал-лейтенанта Карла Фридриха фон Посадовского. С этого момента военная стезя Притвитца стала предопределена, как у многих других сыновей прусских юнкеров.
В возрасте 36 лет 16 декабря 1762 года в Берлине фон Притвитц женился на овдовевшей Элеоноре фон Паченски и Тенцин, урождённой фрейлине фон Зехерр-Тосс (1739— 1799), дочери юнкера Карла Генриха фон Зехерр-Тоса, владельца поместий Шёнфельд и Людвигсдорф, и Анны Элизабет фон Зедлиц и Лейпе. Элеонора была богатой наследницей четырнадцати имений в Нижней Силезии около Бреслау и Хиршберга.

## Карьера
- Генеральный инспектор кавалерии: 20 мая 1789 г.

Во время войны за австрийское наследство Притвиц сражался в составе драгунского полка и участвовал во всех крупных сражениях: в частности, он отличился в битве при Гогенфридберге 7 июня 1745 года. 4 апреля 1746 года был произведен в фенрихи и направлен в гарнизон в Шведте. 8 мая 1751 года стал вторым лейтенантом. Во время Семилетней войны он участвовал в битве при Колине 18 июня 1757 года и в битве при Цорндорфе 25 августа 1758 года, после чего был удостоен ордена «Pour le Mérite».
В 1758 году, испытывая финансовые сложности, он попросил у короля денег в стихотворной форме, на что Фридрих Великий ответил: «Тот, кто так хорошо выразился в этом стихе, заслуживает 500 дукатов. Ваш благосклонный король Фридрих» («Wer dieses so artig in Verse gebracht, dem werden 500 Dukaten vermacht. — Ich bin Euer wohlafffectionirter König Friedrich»).
В конце 1758 года король поручил генералу Гансу Иоахиму фон Цитену отобрать из всей армии лучших офицеров для полка бранденбургских гусар. Фон Цитен взял Притвитца со званием первого лейтенанта.
12 августа 1759 года Притвиц, которому тогда было тридцать три года, был произведен в ротмистры. В критический момент битвы при Кунерсдорфе Иоахим Бернхардт фон Притвитц увидел, что казачья кавалерия отрезает Фридриха II с остатками полка кирасирской личной охраны от основных сил прусской армии. Король попал в отчаянное положение. Два эскадрона лейб-кирасиров почти полностью погибли, защищая жизнь Фридриха. Штандарт полка лейб-кирасиров захватили враги. Король вот-вот должен был попасть в руки русских солдат. С небольшим отрядом из гусар Бранденбургского полка ротмистр Притвиц прорвался через силы казаков и доставил короля в безопасное место.
10 декабря 1760 года Притвитц был произведён в майоры и получил под командование 1-й эскадрон своего полка. В 1761 году Притвиц часто служил для личных поручений короля. В 1763 году, после окончания Семилетней войны, которую он начинал в чине лейтенанта, он был произведён в подполковники. Был командиром Бранденбургского гусарского полка «фон Цитена» с 1763 по 1775 годы.

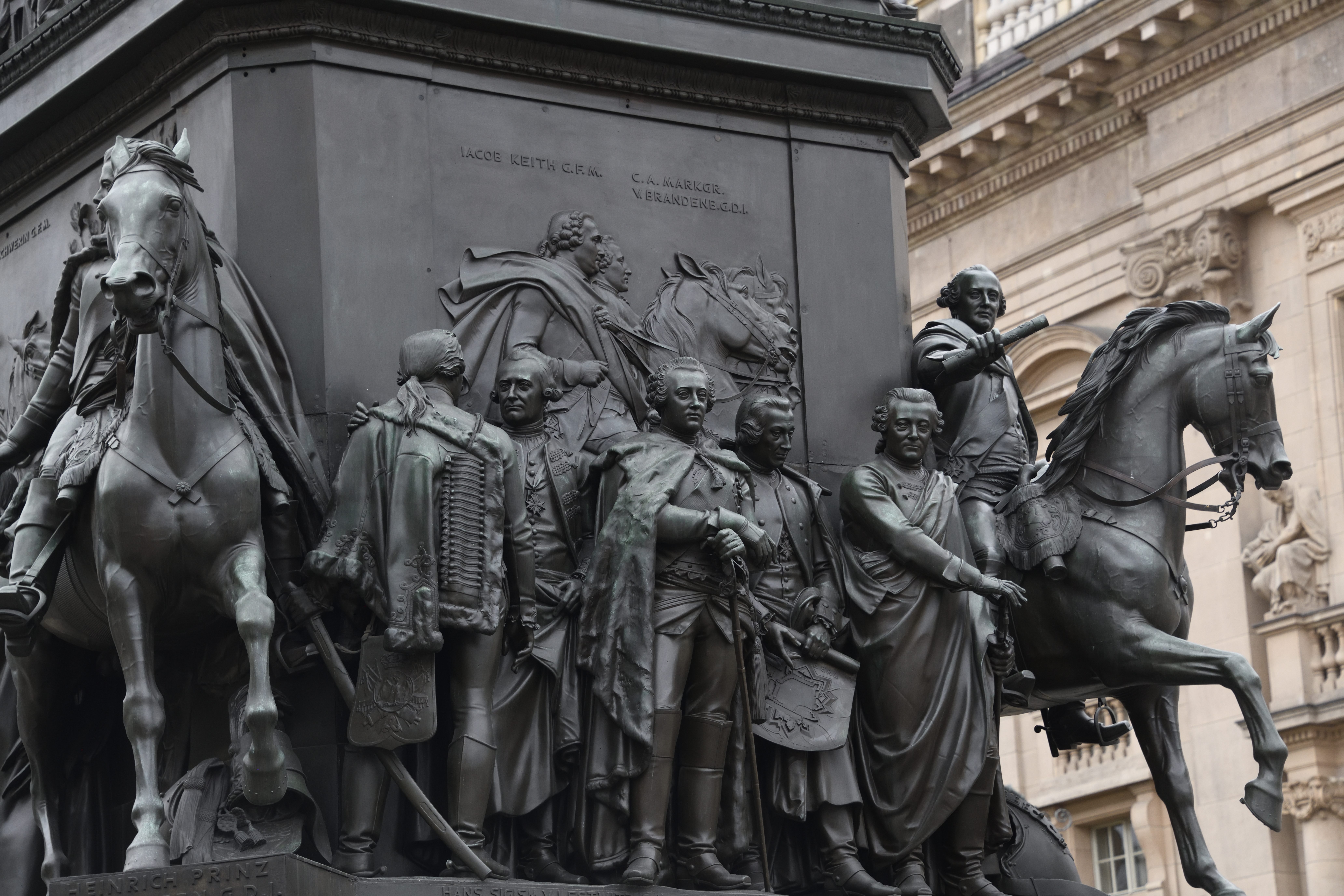
Прусские полководцы при статуе Фридриха Великого (стоят слева направо): Иоахим Бернхард фон Притвиц (в ментике),, принц Август Вильгельм Прусский, Хейде, Генрих Сигизмунд фон дер, Хюльсен, Иоганн Дитрих фон

После 1763 года Притвиц, помимо командования полком, выполнял особые поручения короля государственной важности: в 1765 году он исследовал подготовку предполагаемого канала для судоходства, а в 1767 году исследовал нарушения в чеканке монет. 12 декабря 1768 года он стал полковником. 20 мая 1775 года дослужился до звания генерал-майора. Тогда же стал командиром элитного Жандармского полка прусских кирасиров (нем. Das Regiment Gensd’armes) в Берлине и генеральным инспектором кавалерии Бранденбургской марки и провинции Магдебург.
В 1778 году во время войны за Баварское наследство Притвиц командовал бригадой, состоявшей из 13 эскадронов. В 1779—1783 годах Притвитц основал колонию «Притвитцдорф» в своём поместье Рудельштадт близ Купферберга, населением которой были преимущественно ткачи и шахтеры. 20 мая 1785 года он был произведен в генерал-лейтенанты, а 26 мая 1785 года в Магдебурге получил орден Чёрного Орла.
До самой смерти короля он бывал частым гостем в Сан-Суси. Георг Шёбель изобразил Притвитца на литографии, вместе с другими прусскими генералами, стоящими у смертного одра Фридриха Великого 17 августа 1786 года во дворце Сан-Суси в Потсдаме.
20 мая 1789 года новый прусский король Фридрих Вильгельм II дал фон Притвицу звание генерала от кавалерии.
Пристрастие Притвица к азартным играм стало причиной его скорого увольнения с должности инспектора в 1790 году.
Иоахим Бернхардт фон Притвитц умер 4 июня 1793 года в Берлине. Тело полководца было перевезено для захоронения в его поместье в Квилице (современный Квелице).

## Признание и наследие

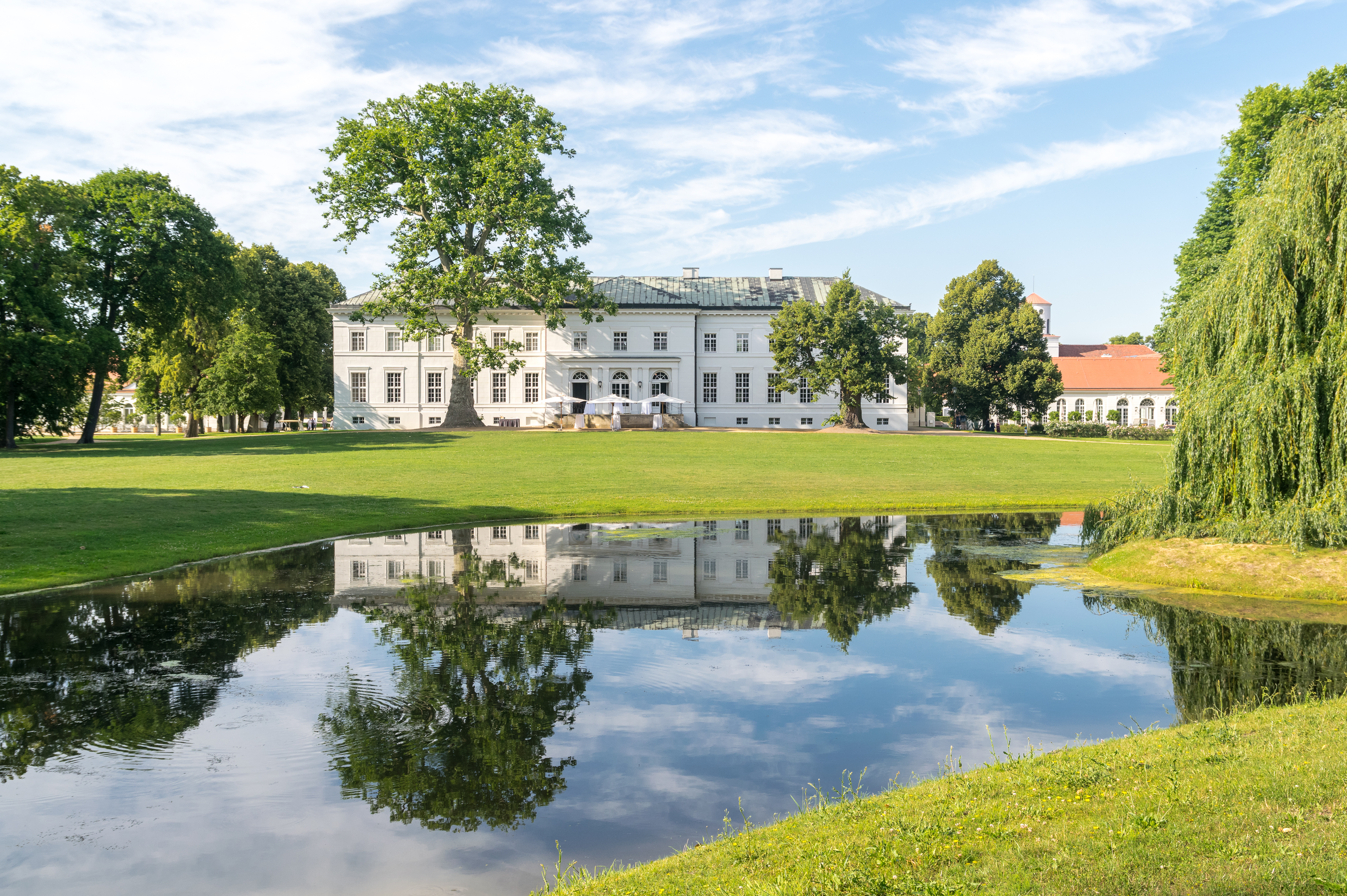
Замок Нойхарденберг Притвица, построенный им в имении Квилице, подаренным королём

После смерти маркграфа Карла Бранденбурга-Шведтского в 1762 году, не оставившего наследников, его поместье перешло к короне. После заключения Губертусбургского договора Фридрих II пожаловал часть эти владений двум офицерам, к которым он питал особую благодарность: подполковник Ганс Сигизмунд фон Лествиц, который проявил себя в битве при Торгау, получил поместье Фридланд, а Притвиц, который спас короля на поле битвы при Кунерсдорфе, получил поместье в Квилице.
Немецкий писатель Теодор Фонтане особо отметил это обстоятельство, написав: «Лествиц спас государство, Притвитц спас короля» («Lestwitz a sauvé l’etat, Prittwitz a sauvé le roi»).
Фигура Притвитца в гусарском ментике, вместе с другими прославленными прусскими военными, политическими и научными деятелями Фридриха Великого, размещена на нижнем фризе конной статуи короля в Берлине.
Генрих Прусский увековечил имя генерала на Райнсбергском обелиске, установленному в 1790-е годы в честь принца Августа Вильгельма Прусского и в память о 27 прославленных прусских полководцах Семилетней войны.